# Иоганн Филипп Саксен-Альтенбургский
Иоганн Филипп Саксен-Альтенбургский (нем. Johann Philipp von Sachsen-Altenburg; 25 января 1597, Торгау — 1 апреля 1639, Альтенбург) — первый представитель старшей ветви герцогов Саксен-Альтенбургских.

## Биография
Иоганн Филипп был старшим из выживших сыновей саксен-веймарского герцога Фридриха Вильгельма I и Анны Марии Пфальц-Нейбургской. Фридрих Вильгельм умер в 1602 году, тогда опекуном его детей (и новым герцогом Саксен-Веймарским) стал его младший брат Иоганн. В следующем, 1603 году, маленький Иоганн Филипп потребовал своё наследство. Иоганн отказался отдать ему герцогство, но стороны договорились о разделе владений: Иоганн оставил себе территорию с Веймаром, а сыновья Фридриха Вильгельма получили Саксен-Альтенбург. Так как Иоганн Филипп был ещё слишком мал, то регентство над ним стал осуществлять саксонский курфюрст Кристиан II, а после его смерти — его младший брат и новый курфюрст Иоганн Георг I.
В 1618 году Иоганн Филипп был объявлен совершеннолетним и приступил к управлению герцогством, а также стал опекуном младших братьев. Братья стали его соправителями, однако двое из них вскоре умерли, не оставив детей. Формальным соправителем остался Фридрих Вильгельм II, но фактически Иоганн Филипп удерживал в своих руках всю полноту власти до самой смерти.
После основания в 1617 году «Плодоносного общества» Иоганн Филипп стал одним из его активных членов.
Во время Тридцатилетней войны Иоганн Филипп, как и прочие представители его семьи, воевал на стороне протестантов, служил под началом Ганса Георга фон Арним-Бойценбурга, участвовал в Брейтенфельдском сражении.
В 1638 году умер бездетным Иоганн Эрнст Саксен-Эйзенахский, из-за чего пресеклась Саксен-Эйзенахская линия Веттинов. Было решено разделить её земли между Саксен-Веймаром и Саксен-Альтенбургом, и по договорённости с Вильгельмом Саксен-Веймарским Саксен-Альтенбургу перешли Кобург, Бад-Родах, Рёмхильд, Хильдбургхаузен и Нойштадт-Кобург (оформлен раздел был уже после смерти Иоганна Филиппа).
25 октября 1618 года Иоганн Филипп женился в Альтенбурге на Елизавете Брауншвейг-Вольфенбюттельской, дочери герцога Генриха Юлия Брауншвейг-Вольфенбюттельского. У них родилась единственная дочь:
- Елизавета София Саксен-Альтенбургская (10 октября 1619 — 20 декабря 1680), вышла замуж за Эрнста I Саксен-Готского.

Перед своей смертью Иоганн Филипп изъявил желание, чтобы, в случае если полностью пресечётся мужская линия семьи, линия, идущая от его дочери стала основной наследницей Саксен-Альтенбургской ветви. Это впоследствии привело к спору между Саксен-Готской и Саксен-Веймарской линиями. Похоронен в братской церкви в Альтенбурге.